# 庄川町駅
庄川町駅（しょうがわまちえき）は、かつて富山県東礪波郡庄川町（現砺波市）にあった加越能鉄道加越線の駅（廃駅）である。当駅は加越線の終着駅でもあった。

## 歴史
- 1915年（大正4年）7月21日：砺波鉄道の開業により青島町駅として開業[1]。
- 1919年（大正8年）9月17日：加越鉄道の駅となる[2]。
- 1943年（昭和18年）1月1日：富山地方鉄道の駅となる[2]。
- 1950年（昭和25年）10月23日：加越能鉄道の駅となる[2]。
- 1955年（昭和30年）
  - 1月1日：庄川町駅に改称[1]。
  - 1月12日：構内の機関庫で火災が発生。気動車1両が焼失[3]。
- 1957年（昭和32年）1月26日：構内の機関庫で火災が発生。機関車1両と気動車2両が焼失[3]。
- 1958年（昭和33年）
  - 2月12日：機関庫を復旧する[4]。
  - 9月28日：富山国体開催（剣道会場）を機に駅舎を鉄筋コンクリート造りに改築[3][4]。
- 1965年（昭和40年）8月2日：加越線管理事務所を福野駅前から当駅へ移転する[5][6]。
- 1967年（昭和42年）5月：車扱貨物の取扱を廃止する[7]。
- 1972年（昭和47年）9月16日：加越線の廃止により廃駅[2]。

## 駅構造
2面3線を有する地上駅であったが、利用客の減少とともに1面のホームの片側のみが使われるようになった。駅構内には機関庫があり、1965年（昭和40年）からは管理事務所も置かれていた。駅舎は1958年（昭和33年）にブロック積みのコンクリート造りに改築された。構内には1953年（昭和28年）11月に廃車届が出されたハフ10形11やハフ20形21が留置され、倉庫代わりに用いられていた。
加越線廃止後は、そのまま営業所兼バス待合所として使用され、後に解体された。現在、駅一帯は住宅地となっており、敷地後の片隅に設けられたバスの待合所に旧駅名を残すのみとなっている。

## 庄川水力電気専用線
1926年（大正15年）1月15日に庄川水力電気が小牧ダムならびに小牧発電所建設のために青島町駅より発電所工事現場まで専用線の運転を開始した。この資材輸送により青島町駅は活況を呈していた。小牧発電所は1930年（昭和5年）11月に発電を開始したが、専用線は1939年（昭和14年）10月8日まで使用されていた。1951年（昭和26年）12月15日に加越能鉄道はこの廃線敷を使用して延長線の免許を取得したが、実現せずに1960年（昭和35年）9月20日に免許失効となった。

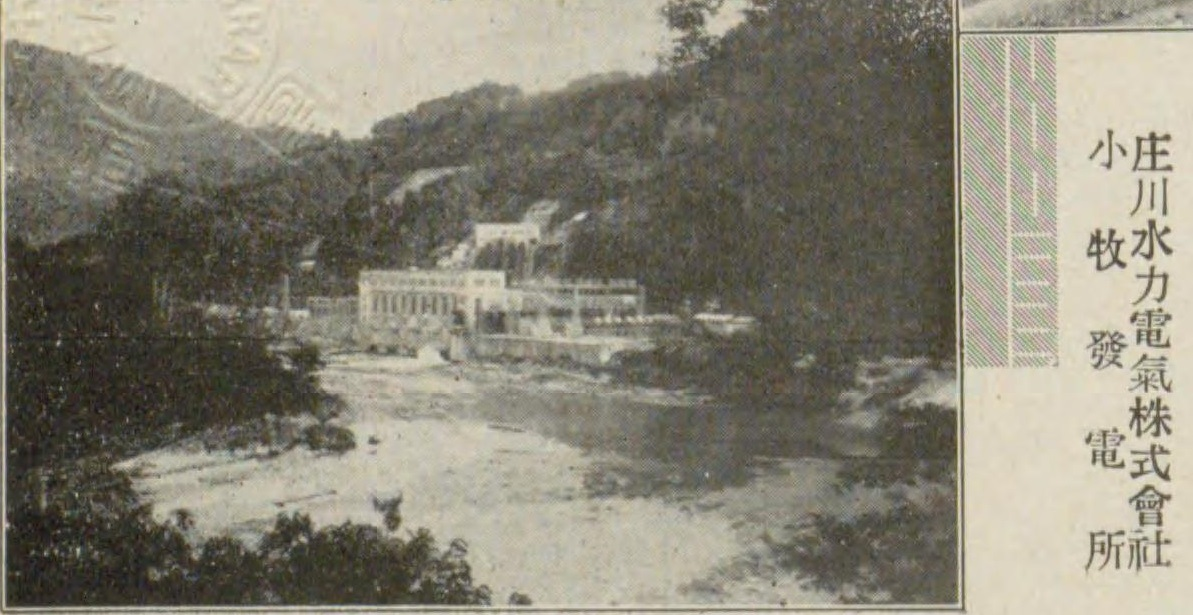
小牧発電所
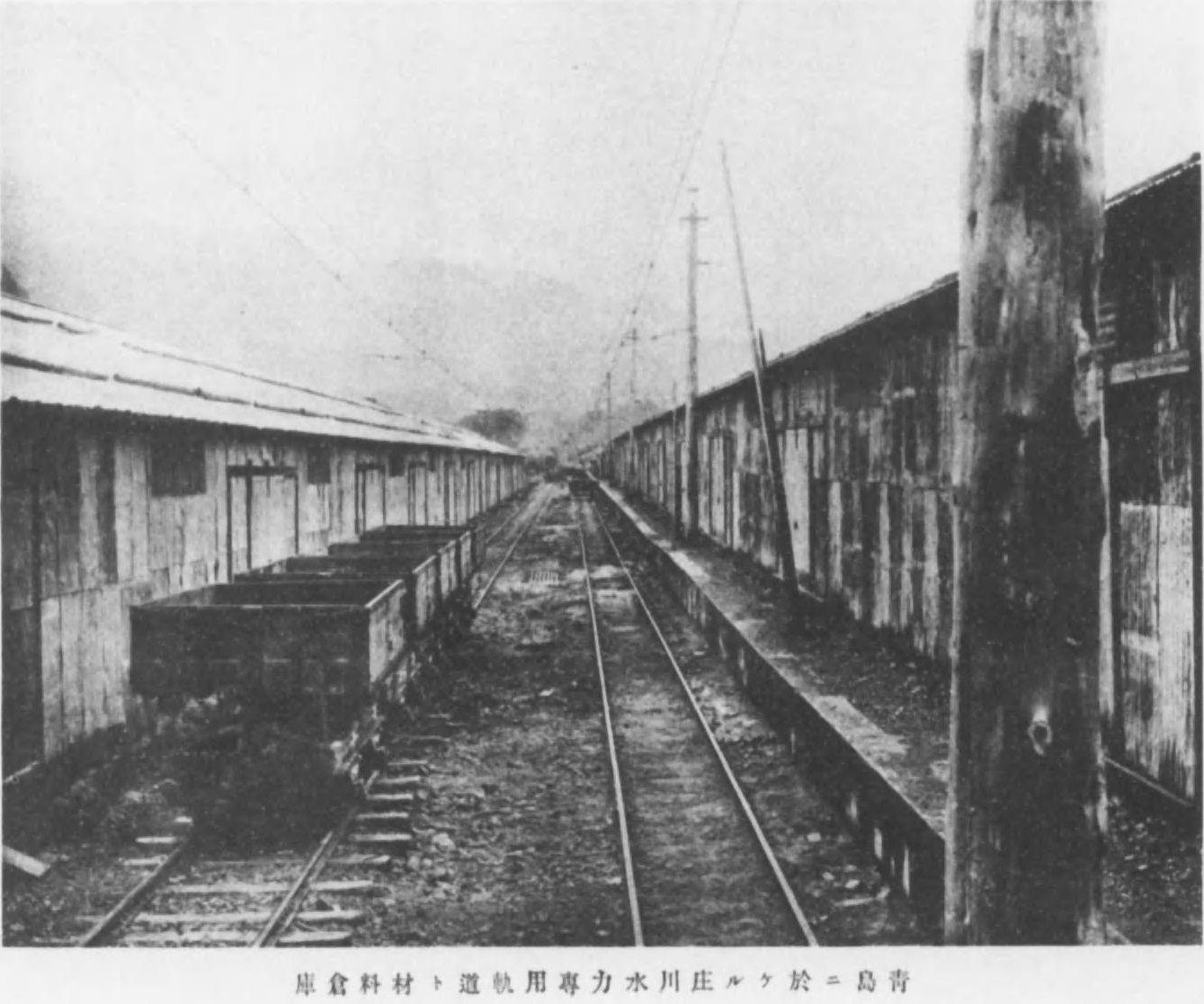
青島町駅における庄川水力専用鉄道と材料倉庫
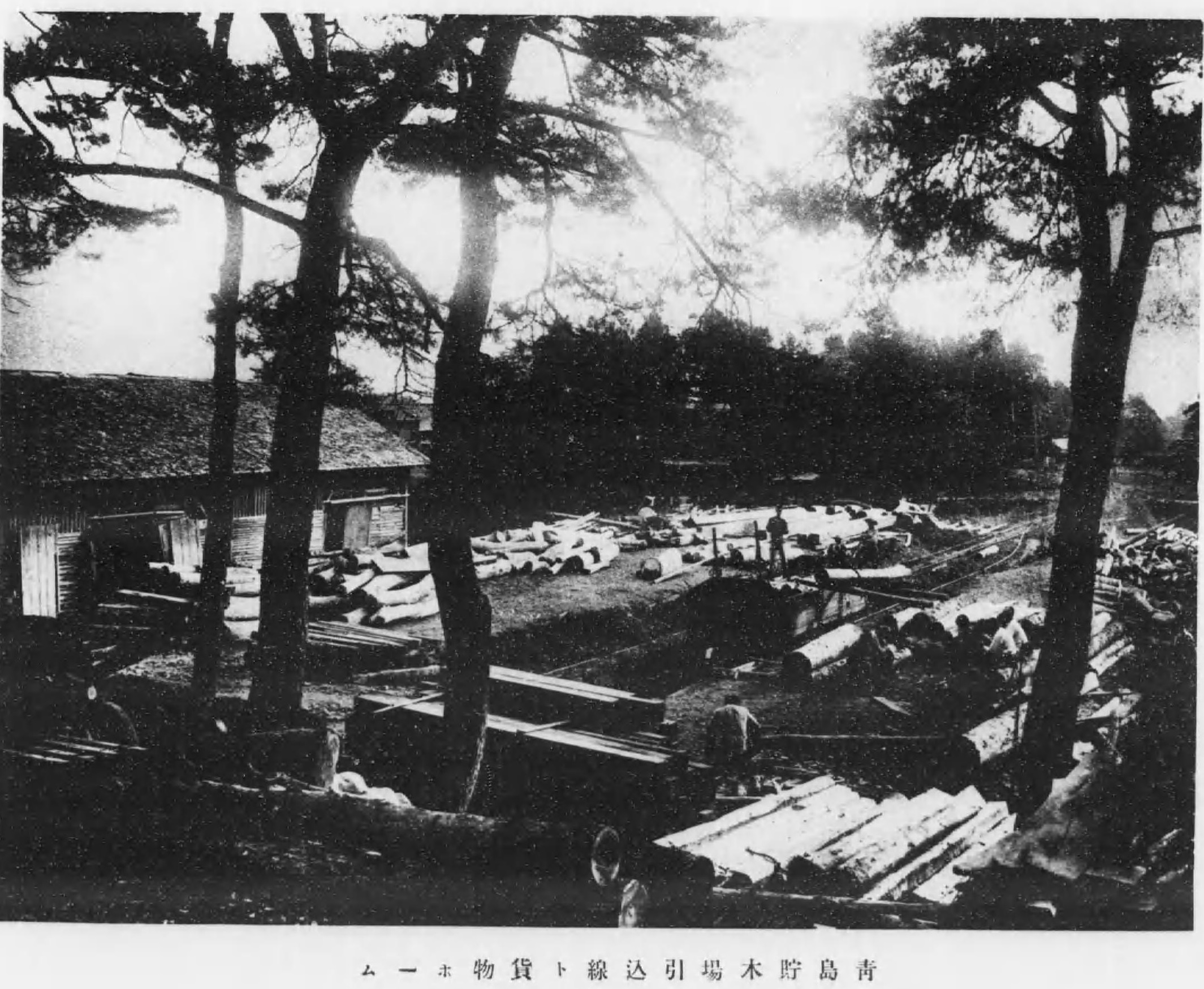
青島町駅からの専用線と貯木場

## 乗客・貨物の推移
| 年度 | 乗車人員 | 降車人員 | 貨物発送トン | 貨物到着トン |
| ---- | -------- | -------- | ------------ | ------------ |
| 1918 | 20,389   | 19,294   | 7,576        | 1,663        |
| 1922 | 34,342   | 27,287   | 9,576        | 2,410        |
| 1923 | 37,821   | 27,428   | 10,673       | 2,721        |
| 1926 | 78,747   | 58,956   | 9,266        | 27,878       |
| 1936 | 76,017   | 49,593   | 2,166        | 4,935        |

- 富山県統計書各年度版より

## 隣の駅
加越能鉄道
加越線
東山見駅 - 庄川町駅